# Ko Lan
Ko Lan (auch: Koh Larn oder Ko Laan, Thai: เกาะล้าน) ist eine Insel im östlichen Teil der Zentralregion von Thailand.
Ko Lan gehört zur Provinz Chonburi, Amphoe Bang Lamung und liegt im östlichen Golf von Thailand etwa 9 Kilometer von Pattaya entfernt. Die Insel hat zwei kleine Siedlungen: Ban Ko Lan und Ban Krok Makhan. Es gibt eine Fährverbindung mit Pattaya, wobei die Überfahrt ungefähr 45 Minuten dauert. 
Neben den schönen Stränden sind die zwei kleineren Inseln Ko Sak (เกาะสาก) und Ko Krok (เกาะครก) reizvoll. 
Westlich von Ko Lan liegt die unbewohnte Inselgruppe von Ko Phai, die einen bergigen Charakter hat.  